# Бомарцо
Бомарцо (итал. Bomarzo) је насеље у Италији у округу Витербо, региону Лацио.
Према процени из 2011. у насељу је живело 1595 становника. Насеље се налази на надморској висини од 295 м.
Овде се налази туристичка атракција Парк у Бомарцу.

## Становништво
Према резултатима пописа становништва 2011. у општини је живело 1.814 становника.
| 1931. | 1936. | 1951. | 1961. | 1971. | 1981. | 1991. | 2001. | 2011. |
| ----- | ----- | ----- | ----- | ----- | ----- | ----- | ----- | ----- |
| 2.260 | 2.271 | 2.206 | 1.993 | 1.581 | 1.459 | 1.463 | 1.615 | 1.814 |